# Gabriel Ferry
Pour les articles homonymes, voir Ferry.
Eugène Louis Gabriel Ferry de Bellemare, né à Grenoble le 29 novembre 1809 et mort en mer durant l'incendie du navire l'Amazone le 3 janvier 1852, est un écrivain de langue française, auteur de romans d'aventures.
Un séjour de dix ans au Mexique marquera son œuvre hésitant entre souvenirs et fiction.
Son oeuvre la plus connue, Le Coureur des Bois (1850) est publiée en Allemagne sous trois traductions différentes. En 1879, Karl May adapte, avec des remaniements et des coupes, l'oeuvre pour le jeune public sous le titre Der Waldläufer, assurant sa célébrité. Le roman de Gabriel Ferry aurait également servi d'inspiration à May pour sa série emblématique de Winnetou. 

## Œuvres
NB : Son fils Gabriel de Bellemare (1846-19..) qui a également écrit sous le nom de Gabriel Ferry est peut-être l'auteur de  certaines des œuvres sous mentionnées.
- Une guerre en Sonora ; souvenirs des côtes de l'Océan Pacifique, 1846
- Capitaine Don Blas et les jarochos, scenes de la vie mexicaine, 1848
- Les Squatters - La clairière du bois des Hogues, récit des cotes et de la mer, 1851
- Impressions de voyages et aventures dans le Mexique, la Haute Californie et les régions de l'or, 1851
- Costal l'Indien ; roman historique. Scènes de la guerre de l'indépendance du Mexique, 1852
- Le crime du bois des Hogues, 1853
- Le Vicomte de Chateaubrun, 1855
- Cabecillas y guerrilleros ; scènes de la vie militaire au Mexique..., 1853
- Le Coureur des bois, 1853 - Livre national-Aventures et Voyages no 28 - Éditions Phébus (Nov.2009 )  (ISBN 2752904231)
- La chasse aux Cosaques, 1853  Imprimerie de Schiller Ainé Paris
- Les Révolutions du Mexique (Expédition de Mina au Mexique - 1817 / El Padre Torres 1816 - 1818 / L’empereur Iturbide 1820 - 1824 / Le général Santa Anna  1821 - 1843 / Le général Bustamente 1829 - 1842 / Don Lucas Alamente 1825 - 1843. Prefacé par  George Sand, 1863
- Les aventures du capitaine Ruperto Castaños au Mexique, 1878
- Scènes de la vie sauvage au Mexique (Le pêcheur de perles / Une guerre en Sonora / Cayetano le contrebandier / Les gambusinos / Le dompteur de chevaux / Bermudes El Matasieto / Le Salteador), 1879
- Les aventures d'un Français au pays des caciques, 1881

## Portraits
- Raymond-René Aiffre, Portrait de Eugène-Louis Gabriel de Ferry de Bellemare, 1838. Huile sur toile. Coll. Musée de Grenoble (inv. MG 1993-21 R).